# Plathypena subrufalis
Plathypena subrufalis là một loài bướm đêm trong họ Erebidae.